# Johann Andreas Wagner
Johann Andreas Wagner (Neurenberg, 21 maart 1797 – 17 december 1861) was een Duitse paleontoloog, zoöloog en archeoloog. Hij is vooral bekend van zijn studies van dinosauriërs, pterosauriërs en de voorlopers van de vogels. Ook was hij de ontdekker van de vindplaats van fossiele zoogdieren Pikermi in Griekenland.